# Nokia Asha 302
Nokia Asha 302 este un telefon bazat pe sistemul de operare S40. A fost anunțat la Mobile World Congress 2012 din Barcelona, împreună cu alte telefoane Nokia Asha 202 și 203.
Carcasa este construită din plastic și telefonul se simte bine în mână. Pe partea din spate capacul acoperă bateria este realizat din aluminiu.
Tastatura QWERTY are 37 de taste plastic cauciucate. Pe părțile laterale nu găsim prea multe butoane, lipsind un buton pentru reglarea volumului sau pentru accesarea camerei.
Majoritatea porturilor sunt plasate deasupra, unde găsim mufa audio de 3.5 mm pentru căști, un conector microUSB și mufa subțire pentru încărcarea telefonului. Pe partea stângă întâlnim un slot pentru carduri microSD, în vreme ce SIM-ul are propriul locaș sub baterie.
Are un procesor ARM 11 tactat la 1 GHz și echipat cu 128 MB RAM. 
Asha 302 are ecran de 2.4 inch QVGA TFT cu 262.000 de culori și rezoluția de 320 x 240 pixeli, ecranul este luminos și nu consumă o multă energie. Toate tastele de navigare și tastatura QWERTY sunt iluminate.
Camera este de 3.2 megapixeli are af/2.8 diafragma și de 50 cm la infinit intervalul de focalizare. Camera nu are bliț și are focalizare manuală. Înregistrarea video la este de 640 x 480 pixeli la 15 fps cu sunet mono.
Are 3G cu viteze de până la 14.4 Mbps, Wi-Fi în standardele b/g/n, bluetooth 2.1, microUSB, mufă audio de 3.5 mm. 
Telefonul redă DivX, MPEG-4 și Xvid video de până la 640x480 pixeli. Se mișcă repede  prin meniul format din următoarele categorii: Calendar, Contacte, Muzică, Mail, Internet browser, Mesaje, Foto, Magazin de aplicații, Setări, Rețele sociale, Jocuri și Aplicații. Dintre jocurile preinstalate: Block Breaker 3, Bounce Tales, Diamond Twister, Fast Five, Gedda Headz, Sudoku. În zona de aplicații găsiți: Converter, Size converter, Social, Tips and offers, WhatsApp, World Clock.